# The House of Revelation
The House of Revelation è un cortometraggio muto del 1916. Il nome del regista non viene riportato.

## Produzione
Il film fu prodotto dalla Essanay Film Manufacturing Company.

## Distribuzione
Distribuito dalla General Film Company, il film - un cortometraggio in tre bobine - uscì nelle sale cinematografiche USA l'8 gennaio 1916.